# Liste der Kulturdenkmäler in Hamburg-Horn
Die Liste der Kulturdenkmäler in Hamburg-Horn enthält die in der Denkmalliste ausgewiesenen Denkmäler auf dem Gebiet des Stadtteils Horn der Freien und Hansestadt Hamburg.
Basis ist der Datensatz Denkmalliste Hamburg auf dem Transparenzportal Hamburg. Dieser enthält alle Objekte, die rechtskräftig nach dem Hamburger Denkmalschutzgesetz vom 5. April 2013 unter Denkmalschutz stehen (§ 6 Abs. 1 DSchG HA) oder zumindest zeitweise standen. Die Denkmalliste steht auch als PDF-Dokument zur Verfügung. Alle Denkmäler in Horn, die schon nach dem Denkmalschutzgesetz vom 3. Dezember 1973, zuletzt geändert am 27. November 2007, unter Denkmalschutz standen, sind auch auf der Liste der Kulturdenkmäler im Hamburger Bezirk Hamburg-Mitte zu finden.

## Legende
- ID: Gibt die vom Denkmalschutzamt Hamburg vergebene Objekt-ID (Identifikationsnummer) des Kulturdenkmals an, (in Klammern gegebenenfalls die Denkmalnummer nach altem Denkmalschutzgesetz).
- Adresse: Nennt den Straßennamen und, wenn vorhanden, die Hausnummer des Kulturdenkmals. Die Grundsortierung der Liste erfolgt nach dieser Adresse.
- Art: Zeigt an, ob es ein Objekt („O“) oder ein Ensemble („E“) ist.
- Datierung: Gibt die Datierung an; das Jahr der Fertigstellung bzw. den Zeitraum der Errichtung.
- Ensemble: Gibt die Nummer des Ensembles an, zu der das Objekt gehört, bzw. bei Ensembles die Nummer des Ensembles selbst.

Hinweis: Die Grundsortierung der Liste erfolgt nach der Adresse und ist alternativ nach ID, Art (Objekt oder Ensemble), Typ, Datierung, Entwurf oder Kurzbeschreibung sortierbar.

| ID                  | Adresse | Art | Typ                                                                  | Kurzbeschreibung | Datierung           | Entwurf                                                      | Ensemble | Bild           |
| ------------------- | --- | --- | -------------------------------------------------------------------- | --- | ------------------- | ------------------------------------------------------------ | -------- | -------------- |
| 30179               | Auersreihe 7, Grosseweg 8 & 10 | E   | Siedlungsbau                                                         | Siedlung Auersreihe/Grosseweg | 1930/31             | Dorendorf, Ernst H.                                          | 30179    |                |
| 14252               | Auersreihe 7 (Lage) | O   | Siedlungsbau                                                         | ehem. Milchladen (heute Wohnung)                                                                                                  | 1930/31             | Dorendorf, Ernst H.                                          | 30179    |                |
| 13080               | Bauerberg 38 (Lage) | O   | Warteschule                                                          | Horner Warteschule | 1887                |                                                              |          | weitere Bilder |
| 14246 (1192)        | Bei der Martinskirche o.Nr. (Lage) | O   | Kirchengebäude                                                       | Martinskirche | 1886                | Vollmer, Johannes                                            |          |                |
| 30181 (1733)        | Beim Hirtenkaten 1, Beim Pachthof 15, 17 (Lage) | E   | Schulgebäude                                                         | Volksschule Beim Pachthof | 1929/1931           |                                                              | 30181    | weitere Bilder |
| 13081 (1733)        | Beim Hirtenkaten 1, Beim Pachthof 15, 17 (Lage) | O   | Schulanlage (Volksschule) (Schulgebäude; Einfriedung)                | Volksschule Beim Pachthof | 1929/31             | Hochbauwesen (Schumacher, Fritz)                             | 30181    | weitere Bilder |
| 13085               | Beim Rauhen Hause 21 (auf dem Gelände des Rauhen Hauses) (Lage) | O   | Denkmal (Stein mit Metalltafel)                                      | Denkmal für Johann Hinrich Wichern                                                                                                | 1898                |                                                              |          | weitere Bilder |
| 30182               | Boberger Straße 2, Pagenfelder Straße 20 (Lage) | E   |                                                                      | Wohnhaus |                     |                                                              | 30182    |                |
| 13083               | Boberger Straße 2 (Lage) | O   | Etagenhaus                                                           | | 1905, um            |                                                              | 30182    |                |
| 14247               | Derbyweg 72 (Lage) | O   | Historischer Grenzstein                                              | Grenzstein Derbyweg (M2174) | 19. Jh., 2. Hälfte  |                                                              |          | weitere Bilder |
| 14253               | Grosseweg 8 (Lage) | O   | Siedlungsbau                                                         | Siedlung Auersreihe/Grosseweg | 1930/31             | Dorendorf, Ernst H.                                          | 30179    |                |
| 14254               | Grosseweg 10 (Lage) | O   | Siedlungsbau                                                         | Siedlung Auersreihe/Grosseweg | 1930/31             | Dorendorf, Ernst H.                                          | 30179    |                |
| 30180               | Hasencleverstraße 10, 12, 14, Stengelestraße 21, 23, 25, Von-Elm-Weg 1, 2, 3, 4, 5, 6, 7, 8, 9, 10, 11, 12, 13, 14, Washingtonallee 34, 34a, 36, 36a, 38, 38a, 40, 42, 42a, 44, 46, 48, 50, 52 (Lage) | E   |                                                                      | Siedlung Hasencleverstraße / Stengelestraße / Von-Elm-Weg / Washingtonallee                                                       |                     |                                                              | 30180    |                |
| 14255               | Hasencleverstraße 10 (Lage) | O   | Etagenhaus                                                           | Original Metalltore, Schutzraumpfeil an der Außenmauer                                                                            | 1936/37             | Stockhause, Hans                                             | 30180    |                |
| 14256               | Hasencleverstraße 12 (Lage) | O   | Etagenhaus                                                           | Original Holztor | 1936/37             | Stockhause, Hans                                             | 30180    |                |
| 14257               | Hasencleverstraße 14 (Lage) | O   | Etagenhaus                                                           | Ladengeschäfte zur Washingtonallee, Durchgang zum Wohnhaus                                                                        | 1936/37             | Stockhause, Hans                                             | 30180    |                |
| 30184               | Horner Landstraße o.Nr., o.Nr., Blohms Park (Lage) | E   |                                                                      | Blohms Park |                     |                                                              | 30184    | weitere Bilder |
| 26374               | Horner Landstraße o.Nr. (Lage) | O   | Park                                                                 | Blohms Park | 19. Jh., Mitte      |                                                              | 30184    | weitere Bilder |
| 13095               | Horner Landstraße o.Nr., Blohms Park (Lage) | O   | Plastik                                                              | Löwen-Plastik, vormals im Park der Villa Ohlendorff in Hamm                                                                       | 19. Jh., 4. Viertel |                                                              | 30184    | weitere Bilder |
| 43643 (1734, 29334) | Horner Weg 89 (ehemals Rhiemsweg 6) (Lage) | O   | Wandbild                                                             | Wandbild/Sgraffito „Sportpyramide“, ehemals an der Turnhalle der Schule Rhiemsweg, seit 2020 am Kreuzbau der Schule Horner Weg 89 | 1957                | Spangenberg, Herbert                                         |          | weitere Bilder |
| 13086               | Horner Weg 89 (ehemals Weddestraße) (Lage) | O   | Drei Mosaikfenster                                                   | Mosaikfenster im Verwaltungsflachbau zur Straße, ehemals Schule Weddestraße, verlegt wegen Abbruch der Schule im Mai 2022         | 1954                | Spangenberg, Herbert                                         |          | weitere Bilder |
| 29335               | Kolumbusstraße 8 (Lage) | O   | Fabrikanlage                                                         | Fabrikanlage mit verschiedenen Bauten; heute: ThyssenKrupp-Fahrtreppenbau (Werksgelände nicht öffentlich zugänglich)              | 1908/09, ab         | Schrader, Gustav/Neugebauer & Schybilöski Nachf.             |          | weitere Bilder |
| 13084               | Pagenfelder Straße 20 (Lage) | O   | Etagenhaus                                                           | | 1905, um            |                                                              | 30182    |                |
| 14249 (1192)        | Pagenfelder Straße o.Nr. (Lage) | O   | Kirchengebäude                                                       | Martinskirche | 1886                | Vollmer, Johannes                                            |          |                |
| 43642 (1734, 29334) | Rhiemsweg 6 (Lage) | O   | Schulanlage                                                          | Schulanlage mit Einfriedung | 1911/12             | Erbe, Albert                                                 |          | weitere Bilder |
| 14250               | Sievekingsallee 191 (Lage) | O   | Kirchengebäude; Nebengebäude (Anbauten); Kirchturm                   | Kapernaumkirche | 1958/61             | Kindt, Otto                                                  |          |                |
| 30183               | Speckenreye 2, 2a, 2b, 8, 8a, 8b, 8c, 8d, 8e, 16, 16a, 16b, 24, 24a, 24b, 28, 28a, 28b, 28c, 32, 32a, 32b (Lage)                                                                                      | E   |                                                                      | Wohnanlage "Horner Geest" |                     |                                                              | 30183    |                |
| 13088               | Speckenreye 2, 2a, 2b (Lage) | O   | Siedlungsbau                                                         | Wohnanlage "Horner Geest", einziges Bauwerk mit Originalfassade (Stand: 8/2016)                                                   | 1959                | Pempelfort & Wilhelmi (Pempelfort, Gerd/Wilhelmi, Karl-Gerd) | 30183    | weitere Bilder |
| 13089               | Speckenreye 8, 8a, 8b, 8c (Lage) | O   | Siedlungsbau                                                         | Wohnanlage "Horner Geest", Fassade gedämmt, kein Originalzustand                                                                  | 1959                | Pempelfort & Wilhelmi (Pempelfort, Gerd/Wilhelmi, Karl-Gerd) | 30183    |                |
| 13090               | Speckenreye 8d, 8e (Lage) | O   | Siedlungsbau                                                         | Wohnanlage "Horner Geest", Fassade gedämmt, kein Originalzustand                                                                  | 1959                | Pempelfort & Wilhelmi (Pempelfort, Gerd/Wilhelmi, Karl-Gerd) | 30183    |                |
| 13087               | Speckenreye 11 (Lage) | O   | Plastik (auf dem Schulgelände, nicht öffentlich zugänglich)          | Kniender Junge | 1967                | Augustin, Edgar                                              |          |                |
| 13091               | Speckenreye 16, 16a, 16b (Lage) | O   | Siedlungsbau                                                         | Wohnanlage "Horner Geest", Fassade gedämmt, kein Originalzustand                                                                  | 1959                | Pempelfort & Wilhelmi (Pempelfort, Gerd/Wilhelmi, Karl-Gerd) | 30183    |                |
| 13092               | Speckenreye 24, 24a, 24b (Lage) | O   | Siedlungsbau                                                         | Wohnanlage "Horner Geest", Fassade gedämmt, kein Originalzustand                                                                  | 1959                | Pempelfort & Wilhelmi (Pempelfort, Gerd/Wilhelmi, Karl-Gerd) | 30183    |                |
| 13093               | Speckenreye 28, 28a, 28b, 28c (Lage) | O   | Siedlungsbau                                                         | Wohnanlage "Horner Geest", Fassade gedämmt, kein Originalzustand                                                                  | 1959                | Pempelfort & Wilhelmi (Pempelfort, Gerd/Wilhelmi, Karl-Gerd) | 30183    |                |
| 13094               | Speckenreye 32, 32a, 32b (Lage) | O   | Siedlungsbau                                                         | Wohnanlage "Horner Geest" | 1959                | Pempelfort & Wilhelmi (Pempelfort, Gerd/Wilhelmi, Karl-Gerd) | 30183    |                |
| 29333               | Speckenreye 41 (Lage) | O   | Kirchengebäude; Gemeindezentrum; Kirchturm                           | Gemeindezentrum St. Olaf, Kirchengebäude, Turm und Gemeindezentrum mit Pfarrhaus, Gemeindehaus usw.                               | 1966/68             | Kreitz, Lothar                                               |          | weitere Bilder |
| 14258               | Stengelestraße 21 (Lage) | O   | Etagenhaus                                                           | | 1936/37             | Stockhause, Hans                                             | 30180    |                |
| 14259               | Stengelestraße 23 (Lage) | O   | Etagenhaus                                                           | | 1936/37             | Stockhause, Hans                                             | 30180    |                |
| 14260               | Stengelestraße 25 (Lage) | O   | Etagenhaus                                                           | | 1936/37             | Stockhause, Hans                                             | 30180    |                |
| 30178               | Stengelestraße 34, 36, 36a, Washingtonallee 65 (Lage) | E   |                                                                      | Timotheuskirche Stengelestraße |                     |                                                              | 30178    | weitere Bilder |
| 14841               | Stengelestraße 34 (Lage) | O   | Gemeindezentrum (Kirchengebäude; Gemeinderäume (Annexbauten); u. a.) | Verwaltungsbau links neben dem Kirchturm                                                                                          | 1955–1964           | Ostermeyer & Suhr (Ostermeyer, Friedrich/Suhr, Paul)         | 30178    | weitere Bilder |
| 14842               | Stengelestraße 36 (Lage) | O   | Gemeindezentrum (Kirchengebäude; Gemeinderäume (Annexbauten); u. a.) | Timotheuskirche | 1955–1964           | Ostermeyer & Suhr (Ostermeyer, Friedrich/Suhr, Paul)         | 30178    | weitere Bilder |
| 14843               | Stengelestraße 36a (Lage) | O   | Gemeindezentrum (Kirchengebäude; Gemeinderäume (Annexbauten); u. a.) | Gemeindesaal der Timotheuskirche                                                                                                  | 1955–1964           | Ostermeyer & Suhr (Ostermeyer, Friedrich/Suhr, Paul)         | 30178    | weitere Bilder |
| 14261               | Von-Elm-Weg 1 (Lage) | O   | Etagenhaus                                                           | teilweise Loggiabalkons | 1936/37             | Stockhause, Hans                                             | 30180    |                |
| 14262               | Von-Elm-Weg 2 (Lage) | O   | Etagenhaus                                                           | Durchgang zum Hof mit drei Säulen und Träger                                                                                      | 1936/37             | Stockhause, Hans                                             | 30180    |                |
| 14263               | Von-Elm-Weg 3 (Lage) | O   | Etagenhaus                                                           | Denkmalschild unter der Hausnummer                                                                                                | 1936/37             | Stockhause, Hans                                             | 30180    |                |
| 14264               | Von-Elm-Weg 4 (Lage) | O   | Etagenhaus                                                           | | 1936/37             | Stockhause, Hans                                             | 30180    |                |
| 14265               | Von-Elm-Weg 5 (Lage) | O   | Etagenhaus                                                           | | 1936/37             | Stockhause, Hans                                             | 30180    |                |
| 14267               | Von-Elm-Weg 6 (Lage) | O   | Etagenhaus                                                           | | 1936/37             | Stockhause, Hans                                             | 30180    |                |
| 14268               | Von-Elm-Weg 7 (Lage) | O   | Etagenhaus                                                           | Überbauter Durchgang zum Hinterhof                                                                                                | 1936/37             | Stockhause, Hans                                             | 30180    |                |
| 14269               | Von-Elm-Weg 8 (Lage) | O   | Etagenhaus                                                           | Überbauter Durchgang zum Hinterhof                                                                                                | 1936/37             | Stockhause, Hans                                             | 30180    |                |
| 14270               | Von-Elm-Weg 9 (Lage) | O   | Etagenhaus                                                           | | 1936/37             | Stockhause, Hans                                             | 30180    |                |
| 14271               | Von-Elm-Weg 10 (Lage) | O   | Etagenhaus                                                           | | 1936/37             | Stockhause, Hans                                             | 30180    |                |
| 14272               | Von-Elm-Weg 11 (Lage) | O   | Etagenhaus                                                           | | 1936/37             | Stockhause, Hans                                             | 30180    |                |
| 14273               | Von-Elm-Weg 12 (Lage) | O   | Etagenhaus                                                           | | 1936/37             | Stockhause, Hans                                             | 30180    |                |
| 14274               | Von-Elm-Weg 13 (Lage) | O   | Etagenhaus                                                           | | 1936/37             | Stockhause, Hans                                             | 30180    |                |
| 14266               | Von-Elm-Weg 14 (Lage) | O   | Etagenhaus                                                           | Mehrparteienhaus getrennt vom Ensemble                                                                                            | 1936/37             | Stockhause, Hans                                             | 30180    |                |
| 14275               | Washingtonallee 34 (Lage) | O   | Etagenhaus                                                           | | 1936/37             | Stockhause, Hans                                             | 30180    |                |
| 14276               | Washingtonallee 34a (Lage) | O   | Etagenhaus                                                           | | 1936/37             | Stockhause, Hans                                             | 30180    |                |
| 14277               | Washingtonallee 36 (Lage) | O   | Etagenhaus                                                           | | 1936/37             | Stockhause, Hans                                             | 30180    |                |
| 14278               | Washingtonallee 36a (Lage) | O   | Etagenhaus                                                           | | 1936/37             | Stockhause, Hans                                             | 30180    |                |
| 14279               | Washingtonallee 38 (Lage) | O   | Etagenhaus                                                           | | 1936/37             | Stockhause, Hans                                             | 30180    |                |
| 14280               | Washingtonallee 38a (Lage) | O   | Etagenhaus                                                           | | 1936/37             | Stockhause, Hans                                             | 30180    |                |
| 13072               | Washingtonallee 40 (Lage) | O   | Etagenhaus                                                           | Annex mit Ladenlokal | 1936/37             | Stockhause, Hans                                             | 30180    |                |
| 13073               | Washingtonallee 42 (Lage) | O   | Etagenhaus                                                           | ehemaliger Kolonialwarenladen, 1999 bis 2014: Theater in der Washingtonallee, seit 2014: Theater das Zimmer                       | 1936/37             | Stockhause, Hans                                             | 30180    | weitere Bilder |
| 13074               | Washingtonallee 42a (Lage) | O   | Etagenhaus                                                           | | 1936/37             | Stockhause, Hans                                             | 30180    |                |
| 13075               | Washingtonallee 44 (Lage) | O   | Etagenhaus                                                           | | 1936/37             | Stockhause, Hans                                             | 30180    |                |
| 13076               | Washingtonallee 46 (Lage) | O   | Etagenhaus                                                           | | 1936/37             | Stockhause, Hans                                             | 30180    |                |
| 13077               | Washingtonallee 48 (Lage) | O   | Etagenhaus                                                           | | 1936/37             | Stockhause, Hans                                             | 30180    |                |
| 13078               | Washingtonallee 50 (Lage) | O   | Etagenhaus                                                           | Original Lampe über dem Hauseingang                                                                                               | 1936/37             | Stockhause, Hans                                             | 30180    |                |
| 13079               | Washingtonallee 52 (Lage) | O   | Etagenhaus                                                           | Gebäude mit Eckkneipe | 1936/37             | Stockhause, Hans                                             | 30180    |                |
| 14251               | Washingtonallee 65 (Lage) | O   | Gemeindezentrum (Kirchengebäude; Gemeinderäume (Annexbauten); u. a.) | Timotheuskirche | 1955–1964           | Ostermeyer & Suhr (Ostermeyer, Friedrich/Suhr, Paul)         | 30178    | weitere Bilder |